# Bolszaja Jerioma
Bolszaja Jerioma (ros. Большая Ерёма) – rzeka w azjatyckiej części Rosji, w Kraju Krasnojarskim i obwodzie irkuckim, lewy dopływ rzeki Dolna Tunguzka. W górnym biegu nosi nazwę Prawaja Jerioma (ros. Правая Ерёма), a po połączeniu z Lewaja Jerioma (ros. Левая Ерёма) przyjmuje nazwę Bolszaja Jerioma.
Rzeka wypływa z terenów bagiennych wyżyny Środkowosyberyjskiej, następnie płynie w głębokiej dolinie wzdłuż wyżyny Środkowosyberyjskiej. Uchodzi do rzeki Dolna Tunguzka, na jej 2272 km.